# Малиша (Асколи Пичено)
Малиша (итал. Maliscia) насеље је у Италији у округу Асколи Пичено, региону Марке.
Према процени из 2011. у насељу је живело 20 становника. Насеље се налази на надморској висини од 324 м.